# T17 Staghound
La T17 Deerhound e la T17E1 Staghound erano delle autoblindo realizzate negli Stati Uniti durante la seconda guerra mondiale. I veicoli non furono impiegati direttamente dalle Forze Armate statunitensi ma furono fornite all'esercito britannico e del Commonwealth. Complessivamente fu un ottimo veicolo da combattimento, anche se meno slanciato dell'M8.

## Storia

T17 Staghound della Polizia Italiana.

Nel giugno del 1941 l'U.S. Army Ordnance emise una specifica per la realizzazione di un'autoblindo media. A questa richiesta risposero la Ford Motor Company che costruì un prototipo dotato di trazione 6 x 6, designato T17, e la Chevrolet che realizzò una autoblinda 4 x 4 che venne designata T17E1. I due veicoli montavano lo stesso armamento, un cannone da 37 mm montato in una torretta girevole a 360°. Al cannone era accoppiata una mitragliatrice coassiale e un'altra mitragliatrice era montata nello scafo. Su alcune T17E1 venne anche montata una terza mitragliatrice per la difesa contraerea.
La produzione iniziò nell'ottobre del 1942. Nello stesso periodo l'U.S. Army aveva deciso di adottare la più leggera M8 Greyhound che aveva una torretta aperta. La T17 venne realizzata in 250 esemplari, tutti sprovvisti di armamento, e venne impiegata dalla Polizia Militare statunitense. In seguito la produzione di questo mezzo venne interrotta.
La T17E1 venne invece prodotta per l'esercito britannico, dove venne denominata Staghound e rimase in servizio diversi anni dopo la guerra.
Nel dopoguerra la T17E1 prestò servizio in numerosi paesi, tra i quali l'Italia dove ha prestato servizio nell'Esercito nei gruppi esploranti divisionali, e nei reparti della XI Brigata meccanizzata dei Carabinieri oltre che in alcuni esemplari armati solo di mitragliatrice e dipinti di rosso 
nei reparti celeri della Polizia.

## Versioni

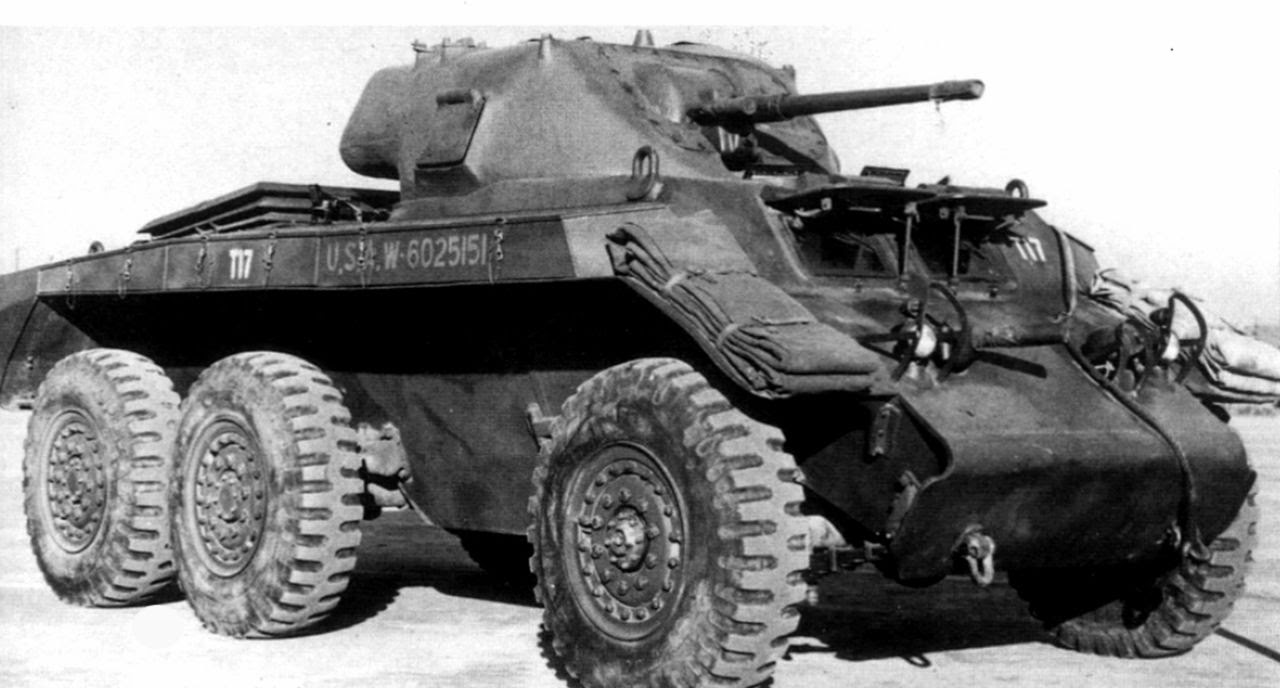
La T17 Deerhound.

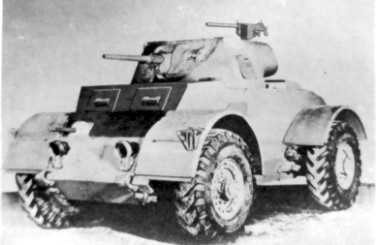
Prototipo originale T17E1.

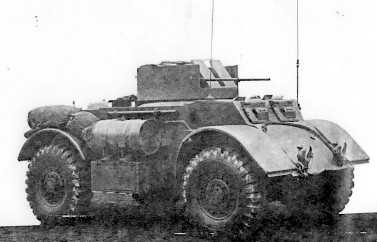
T17E2 Staghound antiaerea.

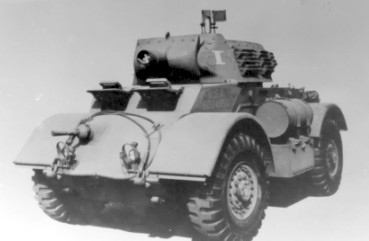
T17E3.

- T17: realizzata in 250 esemplari. Prodotta dalla Ford e con trazione 6×6.
- T17E1: Progettata dalla Chevrolet e prodotta in 2.687 – 2.844 esemplari per le forze armate britanniche e del Commonwealth, che l'adottarono con la designazione di Staghound. Trazione 4 x 4.
  - Staghound Mk. I: Utilizzata nei combattimenti in Nord Africa e nella campagna di Italia dall'Ottava Armata britannica, e fornita anche alle unità australiane, canadesi, neozelandesi, indiane e belghe
  - Staghound Mk. II: Versione pensata per il supporto ravvicinato, e dotata di obice Ordnance QF 3 inch da 75 mm in montato in torretta.
  - Staghound Mk. III: Versione che montava una torretta del carro MK VI Crusader dotata di cannone Ordnance QF 6 lb da 57 mm e mitragliatrice coassiale BSA Besa. Alcuni di questi mezzi vennero riequipaggiati con un Ordnance QF 75 mm, ma senza mitragliatrice coassiale. Prodotta in circa cento esemplari, fu fornita ai reggimenti di autoblindo pesanti.
  - Staghound Command: Versione comando dell'autoblindo, con apparati radio e di comunicazione incrementati, ma senza torretta.
- T17E2: Versione con ruolo di semovente contraereo della T17E1. Montava una torretta Fazer-Nash dotata di due mitragliatrici Browning M2. Prodotta in 789 esemplari.
- T17E3: versione equipaggiata con la torretta del semovente d'artiglieria M8, armata di obice da 75 mm M2 o M3.

## Nella cultura di massa
- Il mezzo è presente nel videogioco Battlefield V, con anche la livrea storica della Polizia di Stato, acquistabile tramite valuta premium del gioco.